# 老街市 (缅甸联邦第一特区)
老街市，緬甸联邦第一特区首府，建於1839年，位於老街壩，是果敢的政治、經濟、文化中心。
2024年1月5日，缅甸民族民主同盟军于1027行动期间重新取得了2009年八八事件后对老街失去的控制权。1月27日，第一特区正式恢复成立老街市人民政府。电诈园区卧虎山庄位于此地。

## 行政区划
2024年同盟军重新控制老街后，将老街市划分为3个区：
- 东城区[3]
- 老街区[4]
- 金象城区[5]